# Сквер Мигеля Идальго
Сквер Миге́ля Ида́льго — сквер в центре Москвы, в районе Хамовники на пересечении Большого Левшинского и Большого Могильцевского переулков.
Сквер долгое время не имел названия, но летом 2016 года, решением правительства Москвы, ему было присвоено имя мексиканского национального героя, начинателя вооружённого движения за независимость Мексики от Испании, закончившейся победой мексиканской стороны, священника Мигеля Идальго.
Переименование произошло по инициативе посольства Мексики, которое боковым фасадом выходит на сквер. Аргументом в пользу этого решения послужило то, что в столице Мексики, Мехико, несколько улиц названы в честь выдающихся деятелей из России. Напротив сквера располагаются музыкальная школа им. Бетховена и храм Успения на Могильцах.
На данный момент (август 2021 года) сквер благоустроен, высажены цветы на клумбах, стоят скамейки для отдыха.

## Галерея

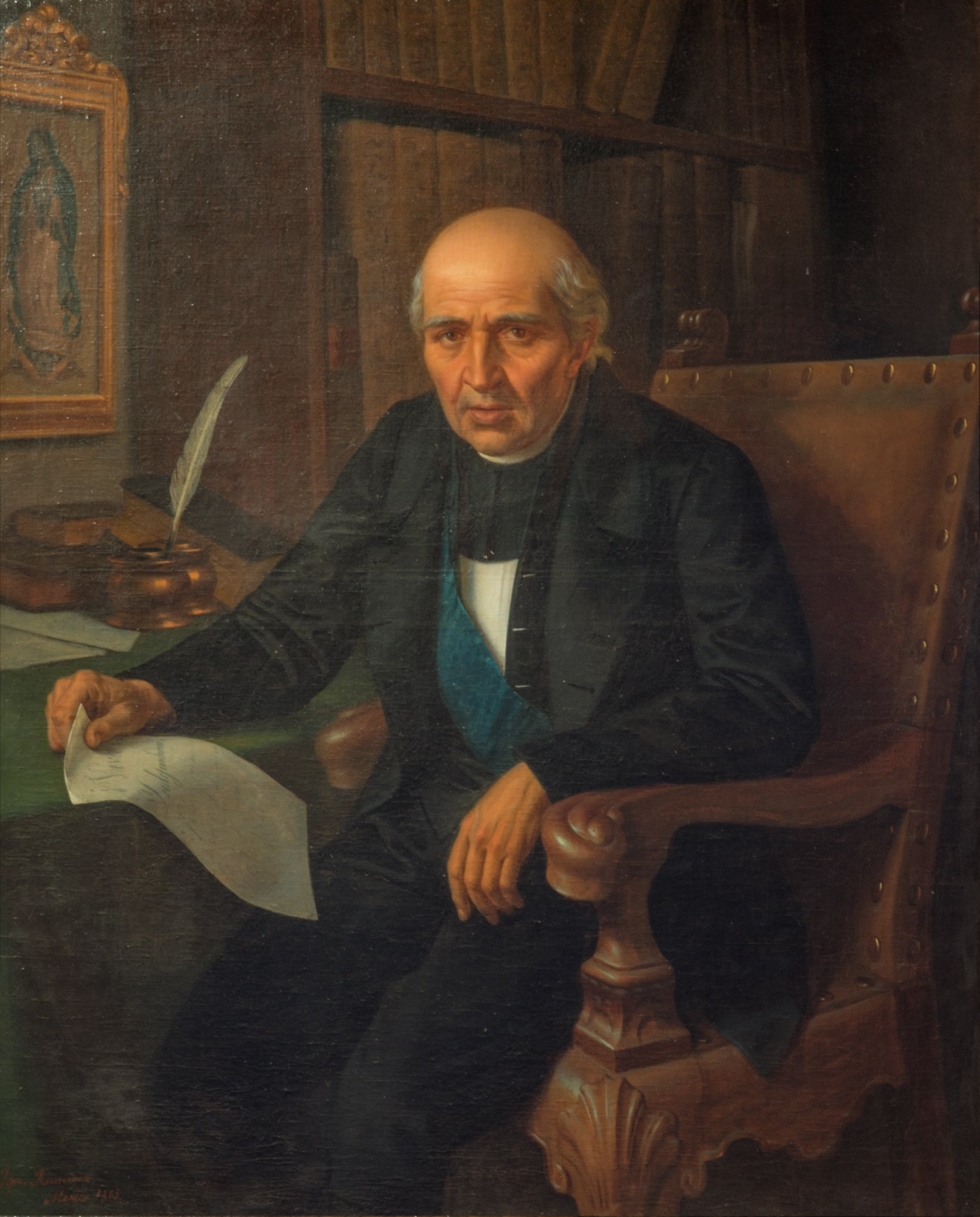
Портрет Мигеля Идальго